# Shizo Kanakuri
Shisō Kanaguri, en japonès, 金 栗 四 三, Kanaguri Shisō o Kanakuri Shizō (Nagomi, Kumamoto, Japó, 20 d'agost de 1891 - Tamana, Kumamoto, Japó, 13 de novembre de 1984) va ser un atleta i corredor de maratons japonès, considerat com un dels "pares de la marató" del seu país.
Kanakuri va estudiar a l'Escola Normal Superior de Tòquio. Durant els assajos nacionals de novembre de 1911 per als Jocs Olímpics de 1912, va aconseguir un rècord mundial de marató amb 2 hores, 32 minuts i 45 segons. Tot sembla indicar, però, que la distància oficial era de només quaranta quilòmetres. Va ser així seleccionat com un dels dos únics atletes que el Japó es podia permetre enviar a l'esdeveniment.
Kanakuri és especialment conegut, però, pel fer d'haver abandonat la marató dels Jocs Olímpics d'Estiu de 1912, celebrats a Estocolm, a Suècia, en els quals va participar dins de la primera delegació japonesa. Va abandonar la carrera a causa de la calor i el cansament, després d'aproximadament divuit dies de viatge des del Japó fins a Estocolm, primer en vaixell i després en tren a través del ferrocarril transsiberià, i va necessitar cinc dies per recuperar-se per a la competició. La cursa es va celebrar al municipi de Sollentuna, a Suècia, amb una temperatura de 25 °C, inesperada per a aquesta època. Més de la meitat dels corredors de la prova presentaren hipertèrmia. Kanakuri, afeblit pel llarg viatge des del Japó i tenint problemes amb el menjar local, va perdre la consciència a mig camí de la carrera i va ser cuidat per una família de ramaders. Avergonyit del seu "fracàs", va tornar silenciosament al Japó sense avisar els oficials de la cursa. Les autoritats sueques el van donar per desaparegut durant cinquanta anys fins a descobrir que estava vivint al seu país, i que a més havia competit en successives maratons olímpiques. El 1966 la Televisió Sueca es va posar en contacte amb ell i li va oferir acabar la carrera. Va acceptar i, amb setanta-sis anys, i el 20 de març de 1967, Shiso Kanakuri (Japó) va completar la marató a Estocolm, en un temps de 54 anys, 8 mesos, 6 dies, 8 hores, 32 minuts i 20,3 segons.
Malgrat aquest contratemps, Kanakuri va ser seleccionat per participar en els Jocs Olímpics d'estiu de 1916, que van ser cancel·lats posteriorment a causa de la Primera Guerra Mundial. Tanmateix, Kanakuri va competir als Jocs Olímpics d'Estiu de 1920 a Anvers, Bèlgica, on va acabar la cursa marató en dues hores, 48 minuts i 45,4 segons i va col·locar-se en el 16è lloc. Kanakuri va participar posteriorment en els Jocs Olímpics d'Estiu de 1924, on no va poder acabar la carrera. Kanakuri també és conegut pel seu paper a l'hora d'establir la marató de relleus Hakone Ekiden el 1920. Des del 2004, el premi més gran d'aquesta carrera va ser nomenat en honor seu.